# Красненкова, Анастасия Викторовна
Анастасия Викторовна Красненкова (род. 1 февраля 1991, Красноярск) — российская пловчиха в ластах.

## Карьера
Чемпион Европы, мира. Призёр национальных и международных турниров.
В 2011 году Анастасии присвоено звание мастер спорта международного класса.
Также занимается подводным ориентированиме, является призёром чемпионата Европы.
Студентка 5 курса ГЦОЛИФК.